# Ветка (Белыничский район)
Ветка — деревня в составе Головчинского сельсовета Белыничского района Могилёвской области Республики Беларусь.

## Географическое положение
Ближайшие населённые пункты: Пуща, Большой Кудин, Торгонщина.